# Тапа (материя)
Тапа — материя из обработанного луба бумажной шелковицы у народов Океании (абелам, гавайцы, самоанцы, таитянцы и другие), Индонезии (атони, бесая, вемале, каяны, келабиты), Африки, Центральной и Южной Америки. Иногда орнаментировалась красками и штампом. Собрав кору, полинезийцы отделяли камбий, мочили его в пресной воде, а затем расплющивали. Соединившиеся между собою волокна образовывали ткань, которую расстилали на земле и высушивали. Путешественники отмечают, что эта материя не отличалась большой прочностью и ее нельзя было стирать. Более грубая материя сероватого цвета выделывалась таким же способом из коры хлебного дерева. Иногда туземцы окрашивали «тапу» в желтый цвет или накладывали на нее различные узоры растительными красками.
Похожая на тапу тонганская одежда типа рогожи именуется таовала.